# Centroina lewis
Centroina lewis är en spindelart som först beskrevs av Norman I. Platnick 2000.  Centroina lewis ingår i släktet Centroina och familjen Lamponidae.
Artens utbredningsområde är Queensland. Inga underarter finns listade i Catalogue of Life.